# Contes de Yamato

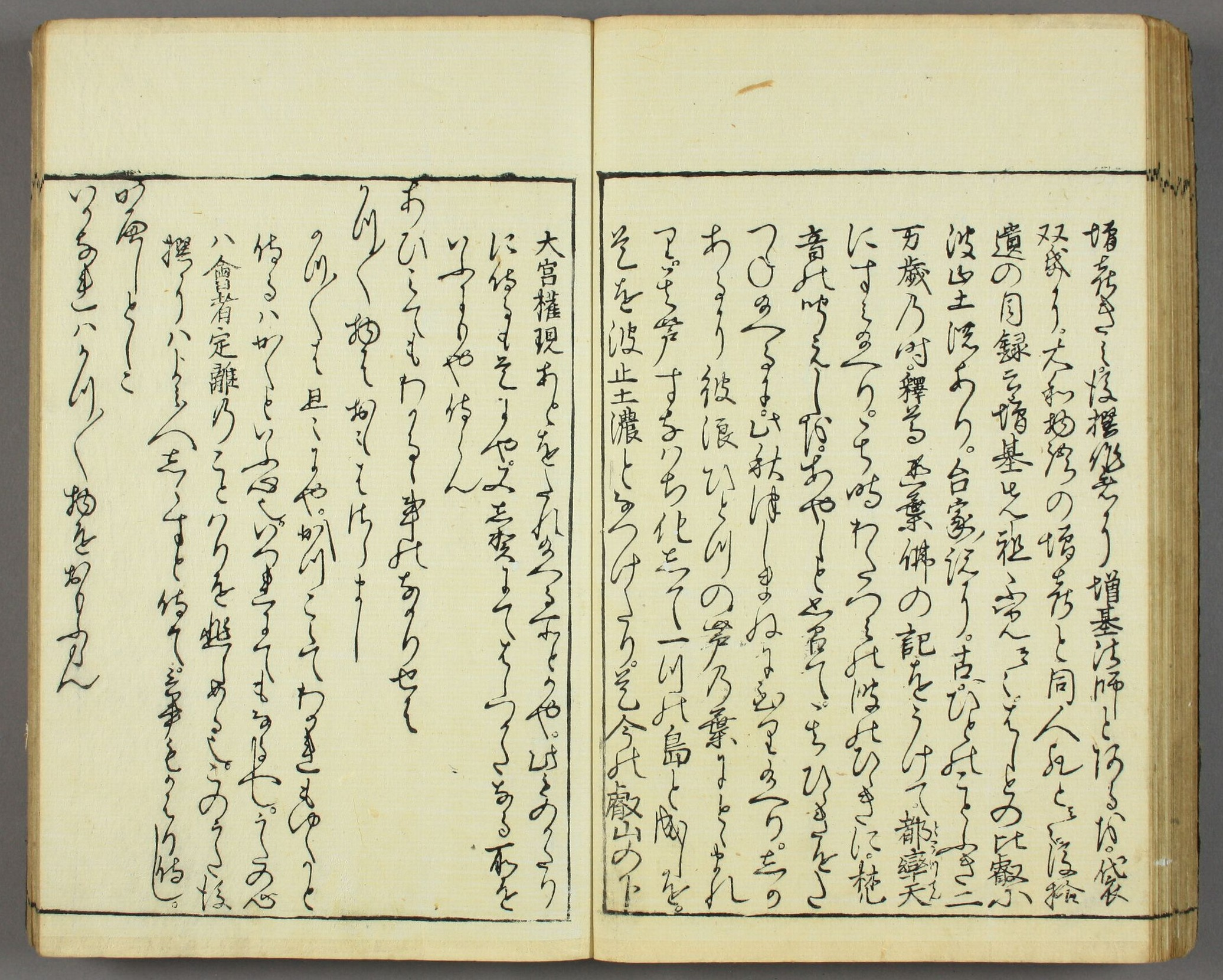
Copie du Yamato monogatari de Kitamura Kigin au XVIIe siècle.

Les Contes de Yamato (大和物語, Yamato monogatari) forment un monogatari (conte ou roman) japonais datant de la seconde moitié du Xe siècle. Son auteur est inconnu, mais était probablement proche des centres littéraires de la cour de l’empereur. L’œuvre, recueil d’anecdotes (setsuwa) centrées sur un ou plusieurs poèmes, appartient au genre du uta-monogatari qui mélange prose et poésie waka.

## Présentation de l’œuvre

### Le genre de l’uta-monogatari
Uta-monogatari désigne un genre littéraire populaire à la cour de Heian au Japon, où se mêlent poésie (uta) et roman (monogatari). Plus précisément, il s’agit de recueils d’anecdotes ou contes illustrant un ou de plusieurs poèmes waka, et introduisant généralement la manière dont il a été composé ainsi que son auteur. L’uta-monogatari et la poésie waka se développent au Japon à partir du début de l’époque de Heian ; en effet, la rupture des relations avec la Chine (en raison de la chute de la glorieuse dynastie Tang) favorise l’émergence du goût national, alors que l’écriture chinoise (kanji) dominait jusque-là. Ainsi, il apparaît au IXe siècle une forme d’écriture plus simple et intuitive que le chinois : les kanas ; les aristocrates, et plus particulièrement les dames (l’écriture chinoise étant réservée aux hommes), s’approprient cette nouvelle forme d’écriture pour développer une littérature réellement japonaise sur la vie, les amours et les intrigues à la cour, qui s’exprime à travers les nikki (journaux intimes), monogatari (roman ou contes) et la poésie waka,. Les Contes de Yamato illustrent bien vers le milieu du Xe siècle le développement de la prose qui culmine quelques décennies plus tard avec le Dit du Genji (environ an 1000, à « la plus grande période de la littérature japonaise »).
Les Contes de Yamato sont ainsi formés de 173 anecdotes centrées sur des poèmes, ainsi que deux appendices et quelques rajouts ultérieurs. Une première version aurait été écrite vers 951-952, et complétée aux alentours de l’an 1000 ; si l’auteur reste inconnu, divers éléments tendent à indiquer qu’il s’agissait d’un aristocrate de la cour.
Le contexte d’écriture des Contes reste encore obscur. La vie à la cour de Heian est communément décrite par son raffinement, l’importance de l’esthétique et du goût ; il apparaît que les aristocrates se divertissaient en composant et commentant des poèmes ou en narrant d’anciens contes. Il est possible qu’ils aient commencé à compiler ces anecdotes en recueils du même type que les Contes de Yamato. À l’époque de leur confection, la poésie waka était très prisée dans l’entourage de l’empereur retiré Uda, où l’on composait et commentait communément. René Sieffert écrit ainsi : « Mais quand tout le monde est poète, les bons poètes n’en sont que plus rares et que plus prisés, et l’on ne manquera pas de guetter et de relever la moindre parole de quiconque se sera fait une réputation en la matière. Et surtout l’on se délectera à en parler, à se répéter et à commenter l’histoire de chaque poème. »
Les Contes de Yamato figurent parmi les premiers exemples de composition liée ou tan-ranga : un poète composait le début d’un poème et laissait à un second le soin de le compléter. Ce genre de composition devient courant aux époques ultérieures.

### Lien avec lesContes d’Ise
Il apparaît pour la plupart des spécialistes que le format des Contes de Yamato s’inspire très fortement des célèbres Contes d'Ise. Dame Ise apparaît d’ailleurs dans les sections 1 et 147, et au moins six sections y font clairement références,. Toutefois, plusieurs spécialistes jugent les Contes de Yamato moins intéressants que ceux d’Ise, car les textes sont plus restreints à l’anecdotisme de la vie recluse à la cour, et par conséquent s’adressent surtout aux aristocrates d’alors, sans s’intéresser à la beauté intrinsèque des poèmes.
À la différence des Contes d’Ise, un grand nombre de personnages différents, souvent figures historiques d’alors, y apparaissent donc et les anecdotes n’ont pas de réels liens entre elles.
Pour Richard Bowring, les Contes de Yamato auraient aussi pu être rédigés au sein du cercle de l’empereur retiré Uda en réponse au Gosen Wakashū, qui mettait lui à l’honneur les meilleurs poètes de la tentaculaire famille Fujiwara.

## Récit

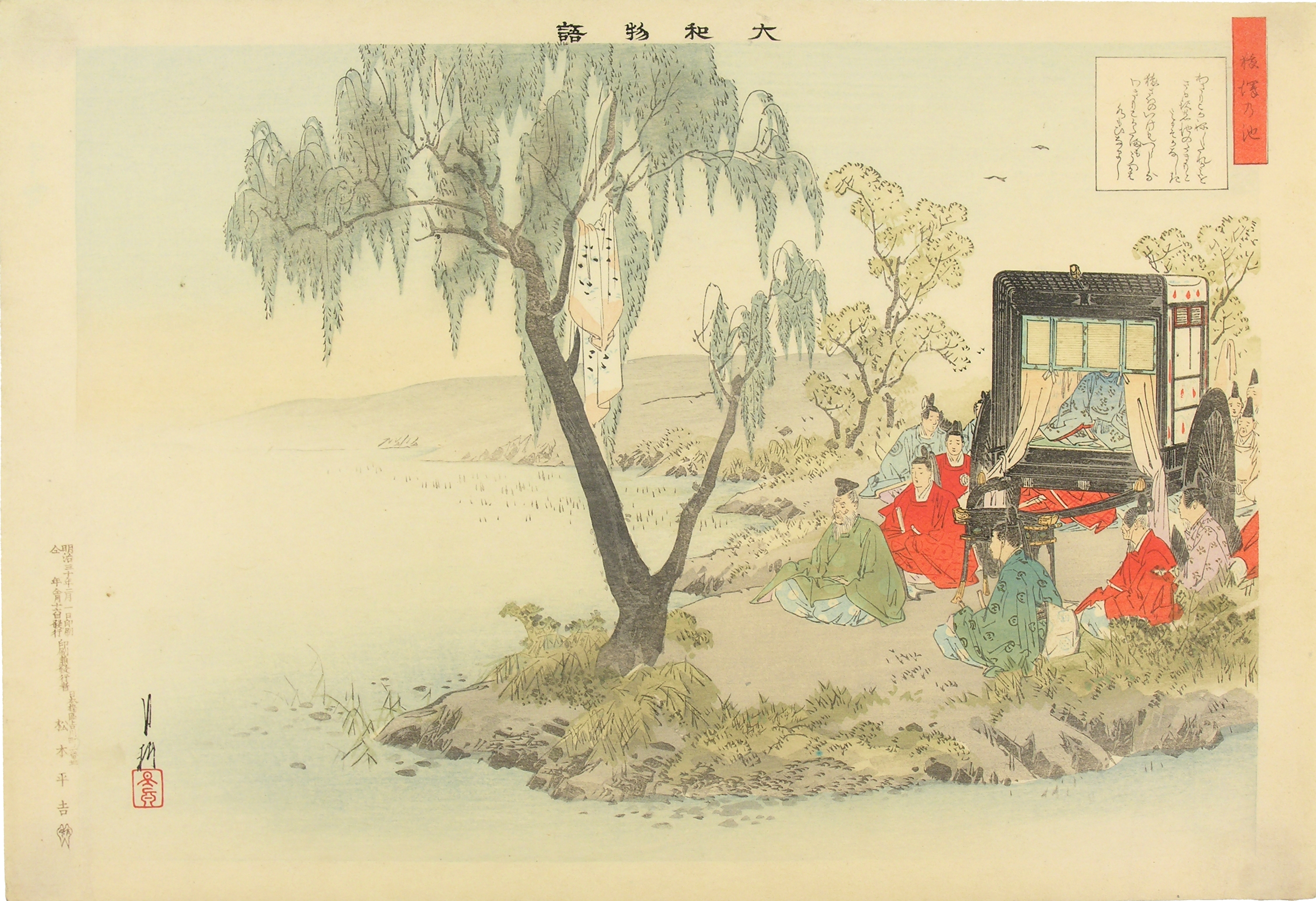
Estampe d’Ogata Gekkō inspirée du Yamato monogatari (1896).

Les Contes de Yamato sont centrés sur la vie et la cour de Heian et la composition de poème. La première partie est dominée par la poésie waka ; les introductions en prose rapportent le contexte de l’écriture de chaque poème et leur auteur. Les thèmes chers à la cour portaient par exemple sur les promotions, les mariages, les histoires d’amour et bien sûr les liaisons clandestines. La seconde partie présente le récit majoritairement en prose, bien que les poèmes restent très présents, et met en scène des personnages ou héros de légende.
Les deux appendices s’inspirent directement du Dit de Heichū (平中物語, Heichū monogatari), rédigé entre 959 et 965, bien que le récit soit plus concis et présente quelques divergences. Le Dit de Heichū narre la vie de Taira no Yoshizake, appartenant à la famille impériale, qui figure parmi les trente-six poètes immortels du Japon. Toutefois, le récit s’attache grandement à décrire les nombreuses liaisons amoureuses du personnage ; pour M. Tahara, l’auteur en fait une figure pathétique.
Les Contes font un récit vivant de la vie à la cour à l’époque de Heian primitif (IXe-Xe). Ils renseignent également sur la manière dont étaient créés les poèmes, notamment le choix d’un contexte qui était primordial; il s’agit également d’une des premières sources historiographiques sur le développement de la peinture yamato-e, car ils mentionnent l’illustration de poèmes par des peintures sur paravents ou rouleaux de papier.

## Influences
Diverses anecdotes des Contes de Yamato ont été adaptées pour le théâtre nô (voir Motomezuka) ou ont servi d’inspiration pour des peintures ou estampes.